# SS Tropic (1871)
O SS Tropic foi um navio a vapor operado inicialmente pela White Star Line e construído pelos estaleiros da Thomas Royden & Sons em Liverpool. Sua construção começou em 1870, sendo lançado ao mar em 14 de outubro de 1871. Após entrar em operação, começou a operar em portos da América do Sul a partir de Liverpool, sendo posteriormente vendido para a Serra y Font e renomeado para Federico até sua aposentadoria em 1894.

## História
O Tropic estava em fase de construção nos estaleiros da Thomas Royden & Sons ao lado de seu irmão SS Asiatic, quando ambos foram comprados pela White Star Line antes mesmo de serem concluídos. Embora o Tropic tenha sido concebido para transportar cargas, ele também era capaz de transportar até 10 passageiros. Após servir entre Liverpool e Calcutá durante um ano, sua rota foi alterada para o serviço entre Liverpool e Valparaíso, no Peru, entretanto, ambas as rotas não se mostraram lucrativas para a empresa.
Em fevereiro de 1873, a tripulação do Tropic encontrou um bote salva-vidas proveniente do veleiro James W. Elwell, que havia pegado fogo dez semanas antes enquanto também navegava entre Liverpool e Valparaíso. Quinze tripulantes foram resgatados, mas doze deles morreram posteriormente. Os três sobreviventes então foram levados de volta para Liverpool a bordo do Tropic.
No dia 4 de junho de 1873, o Tropic iniciou sua última viagem pela White Star Line. A embarcação foi posteriormente colocada à venda junto com o seu irmão Asiatic devido aos problemas financeiros que a empresa estava passando em decorrência do naufrágio do RMS Atlantic. A companhia marítima espanhola J. Serra y Font foi a compradora de ambos os navios, por conseguinte, o Tropic foi renomeado para Federico.
Em 1884, a embarcação foi vendida para a empresa La Flecha, que optou por manter seu nome e porto de registro. Após uma carreira sem grandes sustos, ela foi vendida para sucata em Lancashire no final de 1894.